# Солодка помста
«Солодка помста» (тур. Tatlı İntikam) — турецький комедійно-драматичний серіал, створений компанією D Productions. Прем'єра відбулася 26 березня 2016 року. В Україні прем'єра відбулася 6 червня 2025 року на телеканалі Бігуді. Головні ролі виконали Фуркан Андич та Лейла Лідія Тугутлу.

## Сюжет
Пелін Сойлу (Лейла Лідія Тугутлу) довгий час залишалась нещасливою в особистому житті. Здавалося, кохання навмисно оминало її серце. Але нарешті фортуна усміхнулась — вона збирається вийти заміж за Толгу, чоловіка своєї мрії. Весілля мало стати кульмінацією її щастя, та доля знову зіграла з нею жорстокий жарт: у день церемонії Толга несподівано тікає, залишивши Пелін приголомшеною і спустошеною.
У моменти відчаю її підтримують друзі, і саме тоді Пелін зустрічає загадкову жінку, яка стверджує, що на Пелін накладено старе прокляття. Прокляття кохання — наслідок болю, який вона колись завдала іншому серцю.
Прагнучи зняти це прокляття, Пелін починає занурюватися у своє минуле. І раптом спливає забутий спогад — Танкут Сінан Їлмаз (Фуркан Андич), студент її університету, який щиро кохав її. Але тоді, в юності, Пелін знехтувала його почуттями, публічно принизила його, розбила серце — і зруйнувала йому життя. Сінан зник: він кинув навчання і назавжди зник з її горизонту.
Минуло багато років. Пелін намагається знайти Сінана, щоб попросити пробачення, але пошуки не дають результату. І лише випадок приводить її на відкриття нового ресторану — де вона бачить його. Але Сінан уже не той наївний хлопець із добрим серцем. Тепер він успішний, холодний і рішучий. Він пам’ятає приниження — і не готовий пробачити.
Пелін щиро намагається вибачитися, але Сінан бачить у цьому не каяття, а лише спробу зняти із себе тягар минулого — і, можливо, прокляття. Тож він вирішує, що настала його черга — гра починається. Гра помсти. Він хоче, щоб вона відчула себе так, як відчував він. І Пелін погоджується: вона готова зробити все, що він зажадає, навіть якщо доведеться принизити себе.
Та життя влаштовує свої непередбачувані повороти. Те, що починається як помста, поступово стає історією двох зламаних, але живих сердець. І коли минуле зустрічається з теперішнім — виникає шанс на справжнє очищення... або на остаточне знищення.

## Актори та персонажі
| Актор               | Роль                 | Опис |
| ------------------- | -------------------- | --- |
| Лейла Лідія Тугутлу | Пелін Сойхан         | Пелін — єдина дитина в родині, тому батьки виростили її, як справжню принцесу. Їй завжди балували кожне бажання, і вона отримала все, чого хотіла на кожному етапі життя. Через це Пелін трохи розпещена.                  |
| Фуркан Андич        | Сінан Їлмаз / Танкут | Сінан вступив до медичного факультету з великим бажанням, але розбите серце через дівчину змусило його покинути навчання. Ця подія зруйнувала його стосунки з батьком, і він вирішив поїхати за кордон, щоб стати кухарем. |
| Ількер Кизмаз       | Бариш Демір          | Бариш — перша дитина впливової і багатої родини Стамбула. Він отримав відмінну освіту і має численні досягнення у спорті та мистецтві. Родина відкрила йому всі можливості, і він ніколи не відмовлявся від бажаного.      |
| Зейно Гюненч        | Сухейла Сойхан       | Мати Пелін. Вона сама виросла, як принцеса, і виховала свою доньку так само. |
| Айшеніль Шамлиоглу  | Меліха               | Меліха — мати Сінана. Вона дуже засмутилася, коли син кинув навчання і поїхав за кордон. |
| Хазал Тюресан       | Башак                | Башак — одна з подруг Пелін, з якою вона познайомилася в університеті. Після навчання Башак вирішила стати дерматологом.                                                                                                   |
| Чагри Читанак       | Бюлент               | Бюлент — найкращий друг Сінана. Вони настільки близькі, що після повернення Сінана в Туреччину разом відкривають ресторан.                                                                                                 |
| Бюлент Сейран       | Неджип Уйсал         | Неджіп — ні на що непридатний чоловік Хавви. Він – чоловік, якого можна назвати “внутрішнім зятем”. |
| Еліф Чакман         | Хавва                | Хавва — сестра Сінана, дружина Неджипа. Вона — найніжніший і найщиріший член родини. |
| Джемре Гумелі       | Сімай                | Сімай — найкраща подруга Пелін з університету, і найближча людина в її житті. Вона — “мозок” дівочої компанії і експерт з питань кохання.                                                                                  |
| Керем Атабейоглу    | Риза Сойхан          | Риза — батько Пелін, родом з Адани. Він займається торгівлею і вважає сім’ю найголовнішим у своєму житті. |
| Емре Ташкиран       | Хакан                | Хакан — чоловік Сімай. |
| Ейлюль Су Сапан     | Дуйгу                | Дуйгу — сестра Бариша. |
| Серен Деніз Ялчин   | Джейда               | Джейда — сусідка Сінана з району. Вона переїхала у цей район під час навчання Сінана. |
| Джан Нергіз         | Толга                | Толга — чоловік мрії Пелін. Він працює моделлю, а свою кар’єру дещо завдячує колу знайомств Пелін. |
| Гюрсу Гюр           | Зюбейр               | Людина Ризи, його працівник. |
| Бариш Гьоненен      | Серкан               | Серкан працює в ресторані Сінана. |
| Алья Ійдіш          | Бенгізу              | Бенгізу — донька Хакана і Сімай. |
| Бюшра Девелі        | Рюзгар               | Рюзгар Сюрер — єдина донька багатої родини. Вона живе моментом і завжди щаслива. |
| Тойгун Атеш         | Тургут               | Тургут — дідусь Рюзгар. |
| Деніз Озерман       | Дуйгу                | Дуйгу — кузина Бюлента, яка фактично виростила його і піклувалася, як сестра або навіть мати. |

## Сезони

### Туреччина
| Сезон | Початок сезону  | Фінал сезону      | Кількість серій | Епізоди | Канал ТВ | День і час трансляції |
| ----- | --------------- | ----------------- | --------------- | ------- | -------- | --------------------- |
| 1     | 26 березня 2016 | 12 листопада 2016 | 30              | 1-30    | Kanal D  | Щосуботи, 20.00/22.00 |

### Україна
| Сезон | Початок сезону | Фінал сезону  | Кількість серій | Епізоди | Канал ТВ | День і час трансляції       |
| ----- | -------------- | ------------- | --------------- | ------- | -------- | --------------------------- |
| 1     | 6 червня 2025  | 6 серпня 2025 | 82              | 1-82    | Бігуді   | Понеділок - П'ятниця, 18.00 |

## Українське багатоголосе закадрове озвучення
Українською мовою серіал озвучено студією «1+1» у 2025 році.

## Нагороди
| Рік  | Премія                       | Категорія                   | Номінант                          | Результат |
| ---- | ---------------------------- | --------------------------- | --------------------------------- | --------- |
| 2016 | 43. Премія «Золотий метелик» | Найкращий комедійний серіал | Солодка помста                    | Номінація |
| 2016 | 43. Премія «Золотий метелик» | Найкраща комедійна акторка  | Лейла Лідія Тугутлу               | Номінація |
| 2016 | 43. Премія «Золотий метелик» | Найкращий комедійний актор  | Фуркан Андич                      | Номінація |
| 2016 | 43. Премія «Золотий метелик» | Найкраща пара серіалу       | Лейла Лідія Тугутлу, Фуркан Андич | Перемога  |